# آشانان (أرمينيا)
آشانان (بالأرمنية: Աճանան)‏: هي قرية في بلدية كابان في مقاطعة سيونيك في أرمينيا. في عامي 1988-1989، استقر اللاجئون الأرمن من أذربيجان في القرية.
يوجد داخل القرية مبنى تم بناؤه في 695، يحمل نقشًا باللغة الفارسية يشير إلى سنة البناء، ويتضمن أجزاءً من القرآن الكريم. يشير إدراج القرآن الكريم إلى الاستخدام السابق للمبنى كمكان مقدس إسلامي، لكن في التاريخ الحديث استخدمه سكان القرية الأذربيجانيون والأرمن كمستودع فقط. المبنى قيد الصيانة والإصلاح من قبل القرويين المحليين.

## التركيبة السكانية
أفادت اللجنة الإحصائية الأرمينية أن عدد سكانها بلغ 154 نسمة في 2010، بانخفاض عن 161 نسمة في تعداد عام 2001.